# Guy Pérol
Guy Philippe Alfred Pérol (Pionsat, 22 marzo 1929 – Ussel, 18 giugno 2000) è stato un regista, sceneggiatore e produttore cinematografico francese.

## Biografia
Guy Pérol studiò all'Institut des hautes études cinématographiques (IDHEC) di Parigi e inizialmente lavorò come giornalista. Iniziò la sua carriera nel mondo del cinema negli anni '50, con la regia di alcuni cortometraggi che gli valsero numerosi premi.
Il suo primo lungometraggio fu un documentario a tema erotico appartenente al filone dei Mondo movie, Donne calde di notte (Paris je t'aime...) del 1963. L'edizione italiana presentava un commento ad opera di Franco e Ciccio.
Nel 1968 scrisse la sceneggiatura del film Quarta parete diretto da Adriano Bolzoni. Negli anni '70 diresse due commedie erotiche: Una ragazza a due posti (Les Gourmandines) e Le commando des chauds lapins.
Oltre alla regia è stato un produttore cinematografico e direttore di produzione fino alla metà degli anni '80.

## Filmografia

### Regista

#### Lungometraggi
- Donne calde di notte (Paris je t'aime...) – documentario (1963)
- Una ragazza a due posti (Les Gourmandines) (1973)
- Le commando des chauds lapins (1975)

#### Cortometraggi
- Les horloges de Paris – documentario (1952)
- I Like to Paint – documentario (1954)
- Les peintres du jeudi – documentario (1955)
- Le jugement dernier – documentario (1956)
- Recensement général agricole, co-regia di Henri Lanoë – documentario (1956)
- Tropique de la science – documentario (1957)
- L'Homme et les nuages – documentario (1957)
- Au rythme du ciel – documentario (1958)
- Catherine qui fut de Sienne – documentario (1958)
- La Grande Troménie de Locronan – documentario (1960)
- Faites vos jeux – documentario (1961)
- Bête comme une oie, co-regia di Claude Ehrmann e Gaston Gauthier – documentario (1962)[6]
- Chopin – documentario (1965)
- Petite fleur de Pologne – documentario (1965)
- Karoko – documentario (1965)
- Adiopodoume – documentario (1967)

### Sceneggiatore
- Quarta parete, regia di Adriano Bolzoni (1968)
- Flics de choc, regia di Jean-Pierre Desagnat (1983)

### Direttore di produzione
- Il pasto delle belve (Le Repas des fauves) regia di Christian-Jaque (1964)
- Prends ta Rolls... et va pointer, regia di Richard Balducci (1981)
- Rue barbare, regia di Gilles Béhat (1983)
- Stress, regia di Jean-Luis Bertuccelli (1984)

### Produttore
- Le Songe des chevaux sauvages, regia di Denys Colomb de Daunant – cortometraggio (1960)
- I frutti amari (Fruits amers - Soledad), regia di Jacqueline Audry (1967)
- Le 13ème caprice, regia di Roger Boussinot (1967)
- La meravigliosa amante di Adolphe (Adolphe ou l'âge tendre), regia di Bernard Toublanc-Michel (1968)